# Gallowich Tibor
Gallowich Tibor, nemeskotteszói, (Szeged, 1900. november 3. – Gyula, 1952. július 12.) labdarúgó, kapus, a magyar labdarúgó-válogatott volt szövetségi kapitánya, újságíró.

## Pályafutása

### Klubcsapatban
1917-ben a Nemzeti SC csapatában mutatkozott, be mint kapus, ahol 1919-ig játszott. Innen a Budapesti AK csapatához szerződött, ahol 1922-ben fejezte be az aktív labdarúgást.

### Edzőként
Játékos pályafutása után az Ifjúsági Labdarúgó Szövetség (ILSZ) kapitánya volt. Később dolgozott Budafokon és Tatabányán is. 
1941 és 1943 között és 1945-ben a Vasas vezetőedzője volt. Ezt követően szövetségi kapitány lett. 1948-ig irányította magyar válogatottat. Nevéhez fűződik a későbbi Aranycsapat kialakítása. 1948-ban ismét a Vasasnál dolgozott egy rövid ideig. Halála évében Gyulán dolgozott.

### Újságíróként
1942 és 1943 között az Esti Kurír, majd a Nemzetőr munkatársa, 1945 és 1947 között a Népsport szerkesztője volt.

## Sikerei, díjai
- Magyar Köztársasági Érdemrend arany fokozata (1947)[2]

## Főbb művei
- Sportkönyv; Korányi György, Bp., 1947
- Az ötvenéves magyar futball; Terézvárosi Ny., Bp., 1947

## Statisztika

### Mérkőzései szövetségi kapitányként
| Magyarország | Magyarország         | Magyarország                 | Magyarország  | Magyarország | Magyarország  | Magyarország | Magyarország | Magyarország |
| #            | Dátum                | Helyszín                     | Hazai         | Eredmény     | Vendég        | Kiírás       | Gólok        | Esemény      |
| ------------ | -------------------- | ---------------------------- | ------------- | ------------ | ------------- | ------------ | ------------ | ------------ |
| 1.           | 1945. augusztus 19.  | Budapest, Üllői úti pálya    | Magyarország  | 2 – 0        | Ausztria      | barátságos   | -            |              |
| 2.           | 1945. augusztus 20.  | Budapest, Üllői úti pálya    | Magyarország  | 5 – 2        | Ausztria      | barátságos   | -            |              |
| 3.           | 1945. szeptember 30. | Budapest, Üllői úti pálya    | Magyarország  | 7 – 2        | Románia       | barátságos   | -            |              |
| 4.           | 1946. április 14.    | Bécs, Práter stadion         | Ausztria      | 3 – 2        | Magyarország  | barátságos   | -            |              |
| 5.           | 1946. október 6.     | Budapest. Üllői úti stadion  | Magyarország  | 2 – 0        | Ausztria      | barátságos   | -            |              |
| 6.           | 1946. október 30.    | Esch-sur-Alzette             | Luxemburg     | 2 – 7        | Magyarország  | barátságos   | -            |              |
| 7.           | 1947. május 4.       | Budapest. Üllői úti stadion  | Magyarország  | 5 – 2        | Ausztria      | barátságos   | -            |              |
| 8.           | 1947. május 11.      | Torino, Stadio Comunale      | Olaszország   | 3 – 2        | Magyarország  | barátságos   | -            |              |
| 9.           | 1947. június 29.     | Belgrád, Partizan Stadion    | Jugoszlávia   | 2 – 3        | Magyarország  | Balkán-kupa  | -            |              |
| 10.          | 1947. augusztus 17.  | Budapest, Üllői úti stadion  | Magyarország  | 9 – 0        | Bulgária      | Balkán-kupa  | -            |              |
| 11.          | 1947. augusztus 20.  | Budapest, Üllői úti stadion  | Magyarország  | 3 – 0        | Albánia       | Balkán-kupa  | -            |              |
| 12.          | 1947. szeptember 14. | Bécs, Práter stadion         | Ausztria      | 4 – 3        | Magyarország  | barátságos   | -            |              |
| 13.          | 1947. október 12.    | Bukarest                     | Románia       | 0 – 3        | Magyarország  | Balkán-kupa  | -            |              |
| 14.          | 1948. április 22.    | Budapest, Üllői úti stadion  | Magyarország  | 7 – 4        | Svájc         | Európa-kupa  | -            |              |
| 15.          | 1948. május 2.       | Bécs, Práter stadion         | Ausztria      | 3 – 2        | Magyarország  | Európa-kupa  | -            |              |
| 16.          | 1948. május 23.      | Budapest, Üllői úti stadion  | Magyarország  | 2 – 1        | Csehszlovákia | Európa-kupa  | -            |              |
| 17.          | 1948. május 23.      | Tirana, Qernal Stafa-stadion | Albánia       | 0 – 0        | Magyarország  | Balkán-kupa  | -            |              |
| 18.          | 1948. június 6.      | Újpest, Megyeri úti stadion  | Magyarország  | 9 – 0        | Románia       | Balkán-kupa  | -            |              |
| 19.          | 1948. szeptember 19. | Varsó                        | Lengyelország | 2 – 6        | Magyarország  | Balkán-kupa  | -            |              |
| 20.          | 1948. október 3.     | Újpest, Megyeri úti stadion  | Magyarország  | 2 – 1        | Ausztria      | barátságos   | -            |              |
| 21.          | 1948. október 24.    | Bukarest                     | Románia       | 1 – 5        | Magyarország  | Balkán-kupa  | -            |              |
| 22.          | 1948. november 7.    | Szófia, Junak Stadion        | Bulgária      | 1 – 0        | Magyarország  | Balkán-kupa  | -            |              |
|              | Összesen             |                              |               | -            | mérkőzés      |              | -            | gól          |